# Монаков, Илья
Илья Монаков (эст. Ilja Monakov; 24 июля 1988, Таллин) — эстонский футболист, нападающий и полузащитник, тренер.

## Биография
Воспитанник клуба «Левадия» (Таллин). В юношеские годы выступал за второй и третий составы «Левадии» в первой и более низших лигах Эстонии. В 2009 году покинул клуб и выступал в низших лигах за таллинские «Легион» и «Динамо». В составе «Динамо» за половину сезона 2009 года забил 21 гол в 13 матчах второй лиги. Во второй половине сезона выступал в четвёртом дивизионе Финляндии за «Спартак» (Хельсинки). В первой половине 2010 года забил 12 голов за «Калев» (Таллин) в первой лиге Эстонии, затем выступал в четвёртом дивизионе Швеции за «БоИС Варбергс», где забил 16 голов в 11 матчах.
В начале 2011 года перешёл в клуб высшей лиги Эстонии «Калев» (Силламяэ). Дебютный матч в чемпионате сыграл 5 марта 2011 года против «Курессааре». Всего за половину сезона сыграл 18 матчей и забил 3 гола за клуб из Силламяэ и был приглашён в свой первый клуб — «Левадию». Однако в составе таллинского клуба не закрепился, лишь 5 раз выйдя на замену в осенней части чемпионата, а его команда финишировала в лиге только четвёртой. О выступлениях футболиста в 2012 году сведений нет[уточнить]. На старте сезона 2013 года игрок трижды выходил на замену в матчах высшей лиги за «Калев» (Таллин). Затем до конца карьеры играл в низших лигах за таллинские клубы «Динамо», «Пума», «Инфонет-2».
Всего в высшем дивизионе Эстонии сыграл 26 матчей и забил 3 гола.
Имеет тренерскую лицензию «А», сотрудничает с Эстонским футбольным союзом, ведёт тренерские курсы. В 2017—2019 годах входил в тренерский штаб сборной Эстонии до 15 и до 16 лет, где был помощником Яна Харенда. В 2020—2021 годах работал в таллинской «Флоре» ассистентом тренера женской команды, одно время был главным тренером женской «Флоры-2», также входил в тренерский штаб мужской юношеской команды.